# Bolsa de Valencia
Die Bolsa de Valencia (deutsch: Börse von Valencia) ist eine Wertpapierbörse im spanischen Valencia, die als offizieller Sekundärmarkt definiert ist und ausschließlich für den Handel mit wandelbaren Aktien und Wertpapieren oder solchen, die Erwerbs- oder Bezugsrechte gewähren, bestimmt ist. Derzeit ist die Börse von Valencia eine Tochtergesellschaft der Bolsas y Mercados Espanoles (BME).

## Geschichte
Die Börse von Valencia nahm ihren Betrieb im Jahr 1980 auf, als der ehemalige Handelsplatz in eine Wertpapierbörse umgewandelt wurde. Der erste Hauptsitz befand sich in der Straße Pascual y Genís 19, später zog er in den renovierten Palast Boil de Arenós um.
Seit 2021 befindet sich der Hauptsitz der Valencianischen Börse in der Calle Pintor Sorolla 23 im Finanzviertel Ciutat Vella. Im September 2024 wurde der Hauptsitz in die Straße Isabel la Católica 8, in das Gebäude Condes de Buñol im Stadtteil Eixample, verlegt.